# Tetrabezzia spinigera
Tetrabezzia spinigera är en tvåvingeart som först beskrevs av Jean-Jacques Kieffer 1914.  Tetrabezzia spinigera ingår i släktet Tetrabezzia och familjen svidknott. Inga underarter finns listade i Catalogue of Life.